# Jennifer Wiseman
Jennifer J. Wiseman, ameriška astronomka in astrofizičarka, * ?

## Življenje in delo
Wisemanova je diplomirala iz fizike na Tehnološkem inštitutu Massachusettsa (MIT), doktorirala pa je iz astronomije na Univerzi Harvard.
Je soodkriteljica periodičnega kometa 114P/Wiseman-Skiff.
Sedaj je vodja Laboratorija za zunajzemeljske planete in zvezdno astrofiziko (ExoPlanets and Stellar Astrophysics Laboratory) pri Nasinem Goddardovem središču za vesoljske polete (Goddard Space Flight Center). Je višja projektna znanstvenica za Vesoljski teleskop Hubble (HST).